# Yukiya Amano
Pour les articles homonymes, voir Amano.
Yukiya Amano (天野之弥, Amano Yukiya), né le 9 mai 1947 dans la préfecture de Kanagawa et mort le 18 juillet 2019, est un diplomate japonais et un haut fonctionnaire international.
Il est directeur général de l'Agence internationale de l'énergie atomique (AIEA) de 2009 à 2019.

## Biographie
Après des études à l'université de Tokyo en 1968, il obtient son diplôme de droit et rejoint le ministère des Affaires étrangères.
À partir de 1972, il se spécialise sur les questions de désarmement international et de non-prolifération des armes nucléaires. En 1973-1974, il étudie en France, à l'université de Franche-Comté, et en 1974-1975, à l'université de Nice.
Yukiya Amano occupe différents postes au ministère des Affaires étrangères, tels que celui de directeur de la division scientifique et directeur de la division de l'énergie nucléaire, en 1993.
Au cours de son service diplomatique, il est affecté aux ambassades du Japon à Vientiane, Washington et Bruxelles, à la délégation du Japon pour la conférence du désarmement à Genève. Il est également consul général du Japon à Marseille,.
Après avoir été représentant permanent du Japon auprès de l'Agence internationale de l'énergie atomique (AIEA), il est nommé directeur général de celle-ci le 2 juillet 2009 avant d'être confirmé le 14 septembre par un vote des pays membres de l'AIEA et de prendre ses fonctions le 1er décembre suivant, succédant à Mohamed el-Baradei.
En mars 2011, il est en première ligne dans la gestion des conséquences industrielles et nucléaires du tremblement de terre et du tsunami au Japon, en particulier les accidents nucléaires de Fukushima.